# Волков, Виталий Васильевич (учёный)
Виталий Васильевич Волков (28 января 1933, Усть-Карск, Восточно-Сибирский край — 23 ноября 2000, Москва) — советский и монгольский историк, археолог, доктор исторических наук (1990). Заведующий отделом бронзового века Института археологии РАН. Специалист по археологии и древней истории Монголии, проблематики возникновения кочевого скотоводства, истории и культуры кочевников Центральной Азии. Приёмный сын академика АН МНР Базарана Ширендыба.

## Биография
Виталий Васильевич родился 28 января 1933 года в посёлке Усть-Карск Сретенского района. Отец — Василий Васильевич Волков был из семьи ссыльного поляка, по образованию горный инженер, работал главным маркшейдером на золотодобывающем прииски «Золотые ключи», умер в 1939 году от болезни сразу после перевода на работу в Иркутск. Мать — Зинаида Алексеевна Журавлёва родом из смоленских крестьян сосланных в Сибирь, по специальности горный коллектор.
Мама, Зинаида Алексеевна, поступила учиться на филологический факультет Иркутского государственного университета, где познакомилась с выпускником исторического факультета этого университета гражданином Монголии Базараном Ширендыба. В 1941 году вышла за него замуж и вместе с восьмилетним сыном Виталием переехала на родину мужа — в город Улан-Батор. Базаран Ширендыба, академик, основатель и первый ректор Монгольского Государственного Университета, организатор создания Академии наук МНР и её первый президент, стал вторым отцом для Виталия и оказал огромное влияние на становление его личности. Вместе с приёмным отцом Виталий объездил всю Монголию, отчим привил Виталию интерес к историческому прошлому монгольского народа и обучил его основам старомонгольской письменности.
До 9 класса Виталий проучился в Улан-Баторе, но среднюю школу окончил в Москве. В 1951 году Виталий Васильевич поступает на исторический факультет Московского Государственного Университета, со специализацией по кафедре археологии. Жил он в это время в общежитие Московского Государственного Университета на Стромынке, где, по воспоминаниям А. И. Дёмина, сдружился с будущим первым советским неомарксистом В. В. Крыловым.
В Московском Государственном Университете Виталий Васильевич учился у А. В. Арциховского, В. Д. Блаватского, Б. Н. Гракова и Б. А. Рыбакова. Во время учёбы совместно с членом-корреспондентом АН СССР С. В. Киселёвым участвовал в археологических исследованиях Монголии, в частности в раскопках Карокорума — древней столицы Монголии, а также в раскопках Большого Салбыкского кургана в Хакассии. В 1956 году Виталий Васильевич оканчивает университет.
После университет возвращается в Монголию в Улан-Батор и работает там научным сотрудником Института истории Академии наук Монголии, параллельно преподавая в Монгольском Государственном университете.
В 1962 году переезжает в Москву и устраивается на работу в Институт археологии АН СССР на должность научного сотрудника, позже с 1994 года становится заведующий отделом бронзового века Института археологии. В институте в разные годы занимался научно-организационной деятельностью: в 1969—1971 годах — заведовал аспирантурой, в 1972—1977 годах был учёным секретарём института, в 1983—1985 годах — учёный секретарь Отделения истории АН СССР. Работал в комиссии Академии наук СССР и Академии наук Монголии по сотрудничеству в области общественных наук. Был председателем профкома Института. С 1969 по 1992 года являлся заместителем начальника Советско-Монгольской историко-культурной экспедиции и начальником отряда по изучению неолита и бронзового века в её составе.
Виталий Васильевич опубликовал около 50 научных работ, включая три монографии: «Бронзовый и ранний железный век Северной Монголии», «Оленные камни Монголии» и «Ulangom ein skytenzeitliches Graberfeld der Mongolei».
В 1966 году защитил кандидатскую диссертацию «Бронзовый и ранний железный век Северной Монголии». В 1990 году докторскую «Центральная Азия и скифо-сибирская проблема».
Умер 23 ноября 2000 года от инфаркта в Москве.

### Семья
- Отец — Василий Васильевич Волков (умер в 1939 году)[1][2].
- Мама — Зинаида Алексеевна Журавлёва[1][2].
- Отчим — Базарын Ширендыба[1][2].
- Первая жена — Элеонора Афанасьева Новгородова (1933—1996), доктор исторических наук, ведущий научный сотрудник Института востоковедения РАН, дочь якутского историка и общественного деятеля А. И. Новгородова. Познакомились когда учились в университете в Москве, разошлись в 1979 году[6].
  - Сын — Волков Василий Витальевич[6].
  - Дочь — Волкова Елена Витальевна, археолог[6].
- Вторая жена — Елена Александровна Жегалло (род. в 1946 году), старший научный сотрудник Палеонтологического института РАН, кандидат геолого-минералогических наук[6].